# Епітет
Епітет (дав.-гр. ἐπίθετον, трансліт. epítheton) — це слово чи словосполучення, завдяки особливій функції в тексті, допомагає слову набути нового значення або сенсового відтінку, підкреслює характерну рису, визначальну якість певного предмета або явища, збагачує мову новим емоційним сенсом, додає тексту певної мальовничості та насиченості. Застосовується до реальних чи вигаданих персонажів, божеств, об'єктів, а також біологічних назв. Це також може бути титул з означенням: наприклад, Афіна Паллада, Александр Великий, Сулейман Пишний або Святослав Завойовник.
Як епітет переважно вживаються прикметники (Д. Чередниченко: «Покличу тебе до зеленого шлюбу»), переводячи свої другорядні лексичні значення на основні, чим вони різняться від звичайних означень («зелений листок»). Крім оригінальних епітетів, винайдених автором (Олег Ольжич: «скам'янілі дні»), у художніх творах з'являються і постійні епітети або літературного походження (Я. Щоголів «сонце золоте»), або фольклорного («ясні зорі, тихі води»).
У ролі епітета можуть бути й інші частини мови, зокрема іменник (Ю. Липа «…світ — жіночість незрівнянна»), зумовлюючи процес метафоризації епітета.
Вираз нагородити епітетом також може означати образливу, наклепницьку або принизливу фразу. Це використання як евфемізм критикує Мартін Мансер та інші прихильники прескриптивного мовознавства. Генрі. В. Фаулер скаржився, що «епітет зазнає вульгаризації, поширюється в образливому вжитку».

## Лінгвістика
Епітети іноді прив'язані до імені людини або вживаються замість імен, як такі, що можуть виражати особливу пошану або бути їхніми образними замінниками, і з цієї причини деякі лінгвісти стверджують, що вони повинні розглядатися в якості займенників. Також стверджується, що епітети є явищем із синтаксично-семантичним інтерфейсом, оскільки вони мають компоненти обох, а також прагматичний вимір.
Часто епітет пов'язаний з його іменником давно усталеним вживанням. Не кожен прикметник є епітетом. Епітет особливо впізнаваний, коли його функція переважно декоративна, наприклад, «сонцесяйна Гюррем», як називає Роксолану в листі султан, справді славилась красою, але в реальності не могла б замінити собою денного світла. «Епітети є декоративними, коли вони не є суттєвими для безпосереднього контексту та не моделюються спеціально для нього. Крім усього іншого, вони надзвичайно добре помагають заповнити рядок вірша», – зазначав Волтер Буркерт.

Деякі епітети відомі під латинським терміном epitheton necessarium, оскільки вони зобов'язані розрізняти носіїв, як альтернативу числам після імен монархів, наприклад Річард Левове Серце (Річард I, король Англії ) або Карл Товстий на відміну від Карла Лисого. Той самий епітет може використовуватися неодноразово до різних імен, таких як Володимир Великий, а також Костянтин Великий. Слід завважити, що є й протилежні приклади, а саме, використання числівника в ролі епітета. Читача досі вражає, з якою холодною, продуманою ненавистю Тарас Шевченко коментує «славетні» справи двох коронованих російських деспотів: 
|  | Се той Первий, що розпинав Нашу Україну, А Вторая доконала Вдову сиротину. Кати! Кати! Людоїди! Наїлись обоє, Накралися;. |

Інші епітети можна легко пропустити без серйозного ризику сплутати, тому вони знані як epitheton ornans. Так класичний римський автор Вергілій систематично називав свого головного героя pius Aeneas епітетом pius, що означає благочестивий, скромний і ревний у вірі, а його вірного супутника називає fidus Achates, епітет — fidus, що стало загальним висловом про довіреного або відданого друга.
Існують також певні типи епітетів, наприклад, кеннінґ, який з'являється в таких творах, як Беовульф. Прикладом кеннінґу може бути використання терміна «китова путь» замість слова «море».

## Релігія
У багатьох політеїстичних релігіях, таких як у стародавній Індії та Ірані (найдавніші з яких сягають спільного індоіранського періоду), Греції та Риму, епітети божеств зазвичай відображали певний аспект сутності та ролі цього бога, вплив якого міг проявитись у певних обставинах: Аполлон Musagetes є «Аполлоном — патроном муз» і, отже, покровителем мистецтв і наук, тоді як Phoibos, Аполлон-Феб є тим самим персонажем, але в подобі осяйного бога сонця. Афіна захищає місто як polias, пильнує ремесла як ergane, вступає в битву як promachos і дарує перемогу як nike.
Крім того, епітет може ідентифікувати певний та локалізований аспект бога, наприклад, посилання на міфологічне місце народження або номінальну присутність у певному святилищі: жертва може бути принесена в одній і тій же нагоді Піфійському Аполлону (Аполлону Піфію) і Дельфійському Аполлону (Apollo Delphinios). Локалізуючий епітет відноситься безпосередньо до певного центру шанування та культової традиції там, як бога, що проявляється на певному святі, наприклад: Зевс Олімпійський, Зевс, присутній в Олімпії, або Аполлон Карней, Аполлон на спартанському Карнейському фестивалі.
Часто епітет є результатом ототожнення олімпійського божества з більш давнім: Посейдон Ерехтей, Артеміда Ортія відображають міжкультурну аналогію божества зі старшим, що зазвичай вважається його предковічним втіленням; таким чином більшість римських богів і богинь, особливо Дванадцять олімпійців, мали традиційні аналоги в грецькому, етруському та більшості інших середземноморських пантеонів, наприклад, Юпітер як голова олімпійських богів аналогічний із Зевсом, але в окремих культах може бути інше споріднення, на основі одного конкретного аспекту божественності. Таким чином, грецьке слово Trismegistos («тричі грандіозний») було спочатку використано як грецьке ім'я для єгипетського бога науки та винаходів Тота, а пізніше як epitheton грецького Гермеса і, нарешті, повністю прирівняного до римського Меркуріуса Меркурія (обидва були посланцями богів).
Деякі епітети застосовувалися до кількох божеств одного пантеону досить випадково, якщо вони мали спільну характеристику, або з наміром, підкреслюючи їхні кровні чи інші зв'язки; таким чином, у язичницькому Римі кільком божественним втіленням богів і героїв давали epitheton Comes як супутник іншого (зазвичай головного) божества. Епітет може бути навіть призначений для колективного вживання, наприклад, у латинській мові pilleati «носії повстяних капелюхів» для братів Кастора і Поллукса. Деякі епітети не піддаються поясненню в наш час.
Божественні епітети з’являються у священних текстах багатьох релігій, таких як стародавня Греція, Рим, ведична Індія  та зороастрійська релігія Старого Ірану, показана в Авести  (найдавніші етапи ведичної та авестійської релігії та відповідні імена богів на загальному індоіранському періоді назад  ) вперед. Такі епітети загалом позначають певну сторону природи й ролі розглянутого божества; використання таких епітетів у культовій практиці (як т. зв. Епічне читання) може викликати вплив божества, до якого звертаються з певної нагоди.
Католики, східні православні християни та християни інших церков практикують використання епітетів у шануванні Ісуса (наприклад, «Христос»; «Князь миру»; «Добрий Пастир»), Марії, Матері Ісуса (наприклад, «Богородиця, Мати Божа»; «Панагія») і святих (напр «Папа святий Іван Павло Великий, святий Феофан Затворник»). «Богоматір Лурдська» по суті є перифразою, за винятком випадків, коли згадується якийсь аспект Діви Марії.

## Риторика і стилістика
Епітет – це прикметник або прикметникова фраза, яка характеризує місце, річ чи особу, що допомагає зробити характеристики цієї речі виразнішими. Ці описові фрази можна використовувати як позитивно, так і негативно, що приносить користь оратору. «Загалом трапляється, що епітети, використані вмілим оратором, виявляться, насправді, такою кількістю скорочених аргументів, сила яких достатньо передається лише натяком; наприклад, якщо хтось скаже: «Ми повинні винести застереження від кривавої революції у Франції», — епітет говорить про одну з причин, про що нас попереджають, і це не менш чітко й сильніше, ніж би цей аргумент був викладений довгими словами». Оскільки переконання є ключовим компонентом риторики, раціонально використовувати епітети. Використання переконливих формулювань дає важелі впливу висловленими аргументами. Знання разом із описовими словами чи фразами можуть бути потужним інструментом. Це підтверджується в статті Браяна Шорта, коли він стверджує: «Нова риторика отримує своє емпіричне значення через повсюдну повагу до ясності та прямоти мови». Ритори використовують епітети для спрямування думки своєї аудиторії таким чином, аби вона зрозуміла їхню точку зору, використовуючи словесні форми образів як тактику переконання.
Термін епітет використовується в риториці або стилістиці для опису додавання означення, не надто потрібного у контексті речення, наприклад, у виразі «зелений луг». Семантичний зміст означення залежить від відповідного контексту. Наприклад, «зелений луг» можна протиставити «сухому жовтому лугу», при цьому епітет «зелений» стає характеристикою, доречною до контексту. Ґергарт Гауптман у своїй п'єсі «Перед сходом сонця» (1889) сказав Гофману наприкінці третьої дії: «Тому я кажу вам: я вважаю вашу появу тут — м'яко кажучи — казково сміливою», — на що Лот відповідає: «Може ти поясниш мені, що дає тобі право [говорити про мене] такими епітетами...?»
З іншого боку, якщо значення слова залишається незмінним у своєму обсязі завдяки атрибуції, то епітет можна розуміти як «семантично зайвий епітет із суто декоративною функцією» і в тій мірі як чисту «фігуру повторення», через яку «значення слова [...] не розширюється, а лише дещо акцентується». Прикладом може служити вираз «сліпий деспотизм», у якому сліпота зображується як невід'ємна якість деспотизму. Цей прийом, важливий у літературі та риториці, також знаний як Epithet ornans (множина Epitheta ornantia, від латинського ornare, прикрашати), як непотрібне, а лише декоративне доповнення до іменника. Прикладом може служити квітуча галявина на відміну від зеленої галявини. Зокрема, цей прийом декоративного епітета використовувався класичними філологами для позначення умовних атрибутів богів і імен героїв, а також звичайних предметів, які трапляються в багатьох епічних творах з часів Гомера, наприклад: «волоока Гера», «трояндопала Еос», «хитромудрий Одіссей». Ці словосполучення не в останню чергу обумовлені вимогами епічного гекзаметра і служать для наповнення вірша повним звучанням.
У середній точці між двома варіантами стоять фіксовані епітети, які служать для характеристики, індивідуалізації чи оцінки людини чи речі, як-от широка апозиція в «Іванові Грозному» чи «Країні тисячі озер». Ті епічні епітети, які «позначають незмінну властивість, особливо людей, незалежно від відповідної ситуації» - як "благовірний Еней" (Вергілій, Енеїда 1305) - також називають Epithet constans ('фіксований епітет'). Такі епітети-константи виділяють Ерік А. Гавелок та інші як характерні для мнемонічних прийомів у долітеральних культурах.
Оратори володіють розмаїттям епітетів, які вони можуть використовувати, і які мають різне значення. Найпоширенішими є фіксовані епітети та переносні епітети. Фіксований епітет — це повторюване використання одного й того ж слова чи фрази щодо однієї й тієї ж особи чи предмета. Перенесений епітет кваліфікує іменник, відмінний від особи чи речі, яку він описує. Цей прийом знаний як «гіпалага» — зміщення означень від одного означуваного слова до іншого. Часто це може включати переміщення прикметника з живого на неживе; наприклад, «веселі гроші» і «самогубне небо». Гіпалагу можна помітити у вірші Антонича «Зелена євангелія» (1938): «В твоє волосся, моя люба, заплівся місяць кучерявий.» .
Оратори дотримуються особливої обережності при використанні епітетів, щоб не вживати їх як образливі слова. Ораторів можна звинуватити в расових або образливих епітетах, якщо вони вживаються неправильно. Американський журналіст Вільям Сафайр обговорював використання цього слова в колонці 2008 року в The New York Times: «Я працюю над матеріалом про націоналізм з акцентом на епітеті як образному слові», — пише Девід Біндер, мій давній колега з «Times», «що все ще було синонімом «відтінку» або «характеристики» у моєму великому вебстері 1942 року, але тепер, здається, майже виключно синонім «пейоративу» або «непристойного слова»... У минулому столітті [епітет] процвітав як «зловживання», сьогодні його радісно вживають, щоб описати політичні наклепи».

## Біологія
У біологічній номенклатурі наукова назва видів живих організмів подається у двокомпонентній (біноміальній) формі, запровадженій Карлом Ліннеєм.

### Ботаніка
У ботаніці друга частина назви зазвичай називається «епітетом» (див. Міжнародний кодекс номенклатури водоростей, грибів та рослин). Наукова назва складається з назви роду та видоспецифічного епітета (epithet specificum). Наприклад, у бука звичайного ( Fagus sylvatica ) частина назви Fagus позначає рід, а sylvatica — видовий епітет. Доповнення до назв у внутрішньовидових рангах, таких як відміна, культивар або сорт, також називають епітетами.

### Зоологія
Однак у зоології термін «епітет» як назва номенклатурного терміна не був включений у відповідні назви термінів англомовного номенклатурного кодексу (ICZN Code), а також не можна знайти як термін у німецькій науковій мові, замість цього тут з'являється вираз «назва виду».
Але ця назва виду в зоології вважається деякими авторами двозначним омонімом, тому що вона поширюється на весь комплексний термін, що позначає назви видів тварин, і складається з двох частин назви роду і виду (українські видова назва або назва виду) - наприклад Homo sapiens - включно з терміном, що вказує другу частину такої назви - у цьому прикладі sapiens. Для останнього терміна в зоологічній літературі іноді ще неофіційно використовуються вирази specificum Epithetum або epithet specificum. Тим часом термін «видове означення» використовується, щоб уникнути плутанини без використання грецьких чи латинських слів. Загалом ідея використовувати саме в зоології інакше розуміння слова «епітет», аніж у біології загалом, зустріло обґрунтовану критику, тому не буде великою помилкою назвати другий елемент біноміальної назви або третій триноміальної назви тварини видовим (підвидовим) епітетом.

## Політика і війни
В історичних, публіцистичних та інших творах епітети часто несуть політичний посил. Вони відрізняються від офіційних назв, оскільки вони не виражають правового статусу; однак вони можуть надавати престижу, особливо якщо вони надані владою або законодавчим органом, і можуть використовуватися в цілях пропаганди. Прикладами таких епітетів є різні традиції переможних титулів, які присуджуються генералам і правителям або цілим військовим частинам, наприклад прикметник «Fidelis» («відданий»), що надавався різним римським легіонам чи «Залізна дивізія» армії УНР.
Епітетами називають також усталені прізвища, особливо стародавніх правителів та войовників. Приклади включають «великий» (megas або magnus), «благодійник» (euergetes), «обложник міста» (poliorketes), «нескорений» (invictus) або «благочестивий» (pius).

## Вживання поряд з іменами
Описові імена давали людині, щоб відрізняти її від інших осіб з тим самим ім'ям. В Англії імена використовувалися в період, коли використання прізвищ не було широко прийнято. Як приклад, книга Судного дня 1085 року налічує 40 осіб з іменем «Річард». Більшість (40%), наприклад «Річард з Курсі», ототожнюються з місцевим іменем, що вказує, звідки вони прийшли, або в деяких випадках, де вони жили. Інші (25%), такі як «Річард дворецький» та «Річард лисий», ототожнюються з професійним або особисто-описовим прізвиськом. Деякі з людей, наприклад Річард Бассет, використовували те, що ми впізнаємо як прізвище.
Різниця між прізвищем і ім'ям полягає в тому, що ім'я зазвичай не передається у спадок і може змінюватися для будь-якої особи в міру зміни її обставин. Наприклад, Річард Лисий, ймовірно, не завжди був лисим, а Річард з Брамптона, можливо, не завжди жив у Брамптоні.
Використання імен не закінчилося з прийняттям прізвищ. У деяких випадках, до прийняття по батькові, державні документи, такі як податкові списки, включали осіб з однаковим ім'ям і прізвищем. Це призвело до використання імен для подальшого розрізнення особи. Наприклад, одного «Джона Сміта» можна описати як «Джона Сміта з млина», а іншого можна описати як «Джона Сміта короткого».

## Вебпосилання
- Пояснення назв ботанічних видів [Архівовано 16 листопада 2021 у Wayback Machine.] у курсі лісової ботаніки в Університеті Альберта-Людвіґа у Фрайбурзі
- Гомерівська Epitheta ornantia Bibliotheca Augustana